# Sukamulya (Caringin)
Sukamulya is een bestuurslaag in het regentschap Sukabumi van de provincie West-Java, Indonesië. Sukamulya telt 4070 inwoners (volkstelling 2010).